# Río Tres Pasos
El río Tres Pasos, a veces Chorrillos Tres Pasos, es un curso natural de agua que nace al sur de la cuenca del Lago Toro y fluye hacia el norte hasta desembocar en el lago del Toro, en la Región de Magallanes.

## Trayecto
El río Tres pasos fluye al poniente de la Sierra Jorge Montt en un recorrido de 30 km. Es de aguas prístinas y circula en curvas por una llanura pastosa cubierta en parte por ñadis y mallines.: 598 

## Caudal y régimen
La cuenca hidrográfica del río Serrano consta de tres subcuencas, la del río de las Chinas, la de los ríos Don Guillermo junto al Tres Pasos y la tercera es la del río Serrano (mismo) que incluye a las del Paine y el río Grey. 
La subcuenca del Don Guillermo y del Tres Pasos muestra un notorio régimen pluvionival, con crecidas en los meses de invierno y primavera, producto de las lluvias y deshielos, y escurrimientos muy bajos durante el resto del año. En años húmedos y secos los mayores caudales ocurren entre junio y octubre, mientras que en el resto del año se observan severos estiajes. El período de menores caudales se presenta entre noviembre y mayo.: 34 

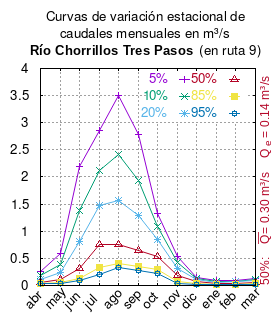
Curvas de variación estacional del río Chorrillos o Tres Pasos en la ruta 9.

El caudal del río (en un lugar fijo) varía en el tiempo, por lo que existen varias formas de representarlo. Una de ellas son las curvas de variación estacional que, tras largos periodos de mediciones, predicen estadísticamente el caudal mínimo que lleva el río con una probabilidad dada, llamada probabilidad de excedencia. La curva de color rojo ocre (con {\displaystyle {\color {Red}\vartriangle }}) muestra los caudales mensuales con probabilidad de excedencia de un 50%. Esto quiere decir que ese mes se han medido igual cantidad de caudales mayores que caudales menores a esa cantidad. Eso es la mediana (estadística), que se denota Qe, de la serie de caudales de ese mes. La media (estadística) es el promedio matemático de los caudales de ese mes y se denota {\displaystyle {\overline {Q}}}. 
Una vez calculados para cada mes, ambos valores son calculados para todo el año y pueden ser leídos en la columna vertical al lado derecho del diagrama. El significado de la probabilidad de excedencia del 5% es que, estadísticamente, el caudal es mayor solo una vez cada 20 años, el de 10% una vez cada 10 años, el de 20% una vez cada 5 años, el de 85% quince veces cada 16 años y la de 95% diecisiete veces cada 18 años. Dicho de otra forma, el 5% es el caudal de años extremadamente lluviosos, el 95% es el caudal de años extremadamente secos. De la estación de las crecidas puede deducirse si el caudal depende de las lluvias (mayo-julio) o del derretimiento de las nieves (septiembre-enero).